# Viticòidies
Les viticòidies (Viticoideae) són una de les set subfamílies d'angiospermes que es troba dins de la família de les lamiàcies.
La subfamília Viticoideae pertany, en l'actualitat segons la APG, la família de Lamiaceae. No obstant això, anteriorment pertanyia a la família Verbenaceae i també es va considerar la família de Jussieu (Viticaceae).
Comprèn 10 gèneres i de 376 a 526 espècies, presents de manera natural en els tròpics, principalment al sud-est d'Àsia i Austràlia. El gènere amb el major nombre d'espècies són Vitex (250), seguit per Premna (50 a 200), seguit per altres..
El nom original del gènere Vitex (L.), que al seu torn prové del llatí viere (unir, teixir), ja que amb les branques es feien cistelles..
Sovint són arbustos amb fulles compostes i fruites amb llavors.

## Gèneres
| - Adelosa - Archboldia - Cornutia - Gmelina - Hymenopyramis | - Paravitex - Pseudocarpidium - Teijsmanniodendron - Tsoongia - Vitex |